# قلعة دمدم
دمدم قلعة قديمة تقع غرب بحيرة أرومية  كانت للأمير الكردي البرادوستي اميرخان يكدست المشهور في الملحمة الشعبية الكردية بـ(خاني لب زيرين) وهي قصص تروي حرب الاميرخان ضد الغزاة الصفويين التي حدثت بين عامي 1605-1609 وانتهت بسقوط القلعة بيد الشاه عباس الصفوي شاه إيران واستشهاد الأمير البرادوستي. تغنى الفولكلور الكردي ببطولة رجال هذه القلعة وحاكمها الكردي. كما الًف الكاتب الكردي الأرميني (عرب شمو) رواية بأسم (دمدم) تتحدث عن سقوط القلعة الشهيرة. كذلك ألف الكاتب الكردي جان دوست ملحمة شعرية ذاع صيتها في كردستان وتركيا وجاءت في أكثر من ألف وثمانمائة بيت شعري.